# Jocelyne Cuiller
Jocelyne Cuiller est une musicienne française, claveciniste et clavicordiste.

## Biographie et activités
Jocelyne Cuiller, pianiste de formation, suit les cours de Samson François. Elle est diplômée du Conservatoire national de Paris et titulaire du certificat d'aptitude. Dès 1967 elle choisit de pratiquer le clavecin, instrument alors peu connu du grand public et elle suit les cours de la claveciniste, Huguette Dreyfus. De 1973 à 1983 elle a fait partie et par intermittence des Musiciens du Prince de Conti. En 1985, elle est nommée titulaire de la classe de clavecin et professeure de basse continue au Conservatoire de Nantes. 
Depuis 1987 elle joue du clavicorde dans l'ensemble baroque Stradivaria, spécialisé dans la recherche et l'interprétation des musiques des XVIIe et XVIIIe siècles. Cet ensemble est dirigé par le violoniste Daniel Cuiller. En 1994, le facteur de clavecins, Patrick Chevalier lui construit une copie d'un clavicorde du musée de Nuremberg, qui devient son instrument privilégié.
Avec le metteur en scène de théâtre et d'opéra, Philippe Lénaël, elle crée en 1996, "une promenade musicale" à travers des extraits des Rêveries de Jean-Jacques Rousseau sur la musique de Carl Philipp Emmanuel Bach au clavicorde; un spectacle fondé sur l'expression de la sensibilité  (Empfindsamkeit) à la fin du XVIIIe siècle.
Jocelyne Cuiller donne de nombreux récitals de clavicorde en France et à l'étranger ; au Printemps des arts de Nantes de 1996 à 2002, à la Folle Journée de Nantes , à la Cité de la musique à Paris, aux Jeudis musicaux des églises romanes, à Tokyo et Kanazawa au Japon. Elle  est également éditrice scientifique musicale, adaptatrice et spécialiste de l'arrangement musical, elle s'est principalement consacrée aux œuvres de Filippo et Ignazio Prover (1727-1774).
Elle est la mère du claveciniste et chef d'orchestre Bertrand Cuiller.

## Œuvres

### Édition musicale

#### Édition
- 6 sonates pour hautbois et basse continue en sol majeur, no1 et sonates pour hautbois et basse continue en sol majeur, no 5 de Filippo Prover.

#### Adaptation
- 3e sonate pour hautbois et basse continue de Filippo Prover.

#### Arrangement
- 6 Sonates pour flûte, hautbois ou violon et basse continue en si mineur, No 4 d'Igniazio Prover (170.-1775)

### Discographie
- O Süβer Clavichord!, Johann Sebastian & Carl Philipp Emmanuel Bach, Fuga libera FUG508 (album), enregistrement en 2005
- Rêveries pour connaisseurs et amateurs, Carl Philipp Emmanuel Bach, Fuga libera FU536 (album)  avril 2008
- Sonates pour Yukio, Carl Philippe Emmanuel Bach, CD Ligia / Ligia Digital, Lidi 010123611, novembre 2011
- Socrate, Hamlet, Colin, Collette, Carl Philippe Emmanuel Bach, Ligia Digital, 646SOCSOCADISC, novembre 2016